# Famille Operti di Fossano
La famille Operti, est l'une des douze familles patricienne de Fossano au XIIe siècle, qui a fourni huit chevaliers de Jérusalem, dont certains étaient baillis, et l'un avait la haute dignité de Grand-amiral de l'armée Rhodanienne, un autre Grand prieur de Lombardie, sept chevaliers de Ordre des Saints-Maurice-et-Lazare, dont deux Grand-Croix, plusieurs ambassadeurs  envoyés auprès des cours de France, d'Espagne, de Vienne, de Rome et de Naples, plusieurs commandants et gouverneurs du marquisat de Saluces, et des anciennes provinces de Fossano, Mondovì, Ceva, Cherasco, Alba et de la citadelle de Turin, enfin des ministres, écuyers et autres officiels de la cour.

## Origine
Adriani et Della Chiesa, indiquent que les Operti sont une branche des puissants seigneurs de Sarmatorio,,, vicomtes d'Auriate et vassaux des Ardouin, comtes d'Auriate et marquis de Turin.

## Généalogie simplifiée
- Pietro Operto, vivant en 1231, seigneur de Sarmatorio, fils d'Operto di Sarmatorio, vassal du marquis de Saluces.
  - Adrizonne III, vivant en 1280, seigneur de Sarmatorio, Monfalcone, delle Fontane, Villamairana, Cervere,  Ricrosio. Vassal de Philippe Ier de Savoie-Achaïe. Epouse Isabella Romaguano de Casalgrasso.
    - Petrino, né en 1348, seigneur de Villamirana.
      - Filiberto, vivant en 1375, chanoine de la cathédrale de Fossano.
      - Belardino, né en 1368, seigneur de Villamirana.
        - Duniotto, vivant en 1404, seigneur de Villamirana, épouse Elisabeth de Ceva.

    - Presipoto, vivant en 1339, seigneur de Villamirana,
      - Ortenso, vivant moine au monastère San Pietro di Savigliano.
      - Filipo, vivant en 1381, seigneur de Villamirana, épouse Téodora Ippolito.
        - Manfredina, épouse Alberto del Carreto.

    - Manfredo, vivant en 1332, seigneur de Cervere, épouse Eléonore Cherasco.
      - Doreto, né dans la seconde moitiée du XIVe siècle, seigneur de Villamirana et de Cervere, épouse Claudia di Piossasco.
        - Antonio, né en 1404, seigneur de Villamirana et de Cervere, consul de Fossano,
          - Giovani-Michel, né en 1465, coseigneur de Villamirana et de Cervere,
            - Franceso, né en 1482, coseigneur de Villamirana et de Cervere, docteur en droit, conseiller ducal et juge majeur du comte de Provence.
              - Giovani, vivant en 1542, chevalier de l'Ordre de Saint-Jean de Jérusalem.
              - Constanzo II, vivant en 1537, chevalier de l'Ordre de Saint-Jean de Jérusalem, combatit sous les ordres de Leone Strozzi contre les Turcs dans le golfe de Corfou.
              - Pantaleone, vivant en 1529, coseigneur de Villamirana et de Cervere, épouse Roccamaura de Castelnovo.
                - Constazo III, vivant en 1580, chevalier, coseigneur de Villamirana et de Cervere, capitaine de Fossano, épouse Carlotta Porzio di Cevra.
                  - Giovanni-Francesco, né en 1547, chevalier à la bataille de Lépante, Grand-amiral du duc de Savoie et membre de sa garde, grande-croix de l'Ordre des Saints-Maurice-et-Lazare. Epouse Livia Constanza de Costi.
                    - Constanzo IV, né en 1584, capitaine de Fossano, chevalier de l'Ordre des Saints-Maurice-et-Lazare, gouverneur d'Alba et de la citadelle de Forino, gentilhomme de la chambre du duc Charles-Emmanuel I. Epouse Maria Tapparelli de Lagnasco.
                      - Giovani-Franceso II, né en 1621, comte de Cervere, page d'honneur de Charles-Emmanuel de Savoie, Epouse Anna Trotti de Coaze.
                        - Carlo-Constanzo, né en 1637, comte de Genola et marquis de Cervasca.
                        - Constanzo V, né en 1642, grande-croix et bailli de l'Ordre de Saint-Jean de Jérusalem, titulaire de la commanderie de Ripa,  ambassadeur du duc de Savoie auprès de Charles II d'Espagne.
                        - Maurizio, né en 1660, page d'honneur de Nicolao Cotoner, chevalier de l'Ordre de Saint-Jean de Jérusalem.
                        - Giovani-Baptista, né en 1668, marquis de Cervasca, docteur en droit. En 1692, il fut chargé de représenter la personne du duc de Savoie Amédée II à la cour du roi de Naples, puis il fut ambassadeur auprès du pape Clément XI à Rome.

                    - Carlo, vivant en 1656, marquis de Roccavione, docteur en droit canonique, grande-croix de l'Ordre des Saints-Maurice-et-Lazare, chanoine de la cathédrale de Fossano, conseiller du prince de Piémont.

                  - Adriana, née en 1550, épouse Alfonso del Carreto.

            - Constanzo I, vivant en 1525, coseigneur de Villamirana et de Cervere, s'est illustré dans la défense de Rhodes contre Mehmed II. Titulaire de la commanderie San Giovanni de la Motta, Gouverneur de Léros, Grand-amiral de langue d'Italie puis grand-prieur de Lombardie.

          - Ottavio, vivant en 1435, chevalier de l'Ordre de Saint-Jean de Jérusalem, il fut l'un des huit chevalier qui élu Guy de Blanchefort, en tant que représentant de la langue d'Italie.
          - Tommaso-Antonio, vivant au milieu du XVe siècle, épouse Mariana de Malbaïla.
            - Georgio-Constanzo, vivant en 1556, seigneur de Villamairana, capitaine des armées impériales. Epouse Ottavia de Castiglione Falletto.

        - Giorgino, vivant en 1434, seigneur de Fossano et de Cervere, combat sous la bannière du duc Amédée VIII de Savoie.

    - Giovani, né en 1348, chanoine de la cathédrale de Fossano.

  - Rodolfo, vivant en 1280, seigneur de Sarmatorio.
    - Agnesina, mariée en 1337 à Gugllielm di Ceva.

## Titres
La famille Operti de Fossano a les titres suivants :
- Marquis de Cervasa et de Roccavione,
- Comte de Villamairana et San Lorenzo,
- Seigneur de Fossano.

## Galerie

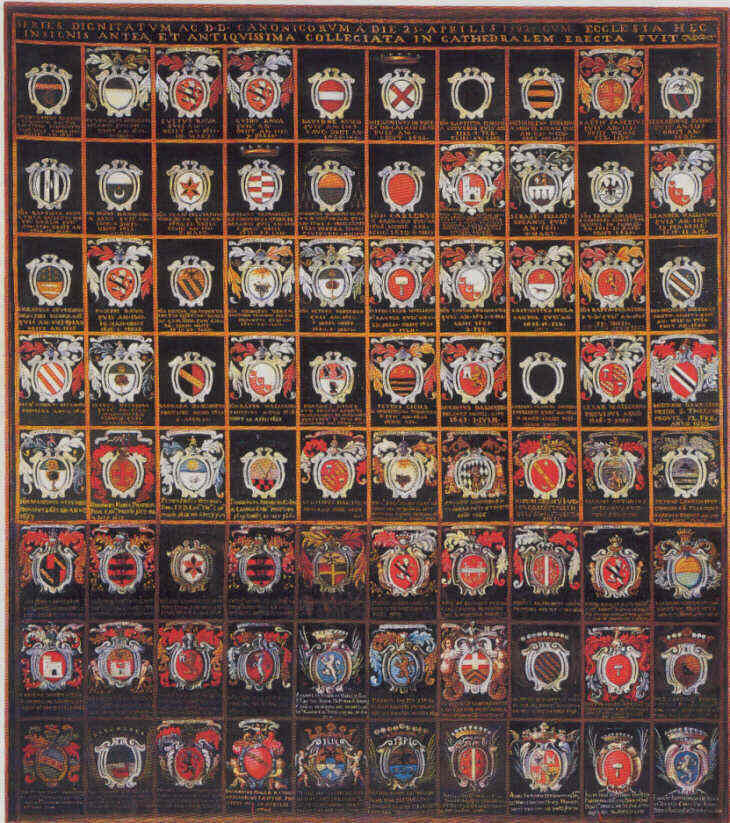
Cathédrale de Fossano, huiles sur toile représentant la "Série de canons de 1592", famille Operti
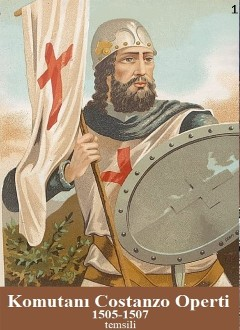
Fra Constanzo Operti, grand-prieur de Lombardie en 1504.

## Alliances
- Alliances : Romaguano de Casalgrasso, Gugllielm di Ceva, Tapparelli di Lagnasco, Cherasco, Ippolito, Del Carreto, di Piossasco, Roccamaura de Castelnovo, Beggiami, Mariana de Malbaïla.

## Héraldique
|  | Marquis Operti di Fossano, De gueules, à la tour adextrée d'un avant-mur d'argent ajourés de sable, la tour ouverte du même, XIIe siècle-XVIIe siècle. - Devise : Soli Deo (Dieu seul). |